# Ян (хокейний клуб, Чернівці)
Хокейна команда «Ян» була створена у Чернівцях при однойменному національно-культурному німецькому спортивному товаристві. З сезону 1931 року мала назву ТВ «Ян».

## Історія
Чернівецький «Ян» є чемпіоном Буковини з хокею із шайбою 1931 року та багаторазовним срібним призером першості. Команда також є бронзовим медалістом румунської першості.

## Титули та досягнення
- Внутрішні
  -  Чемпіон Буковини (1): 1931
    -  Срібний призер (4): 1932, 1936, 1938, 1940
- Міжнародні
  -  Бронзовий призер чемпіонату Румунії (1): 1936

## Відомі гравці
- Еміль Майцюк (воротар)
- Плашке
- Паравічіні
- Ренжн
- Букш
- Єречинський
- Морозюк
- Адамовський
- Сіклер
- Дітріх